# Wild Ones (album)
Wild Ones is het vierde album van de Amerikaanse rapper Flo Rida. Het kwam uit op 3 juli 2012. Het album werd als eerste in Canada uitgebracht, waar het ook op plaats 1 terechtkwam. In Vlaanderen kwam het album tot plaats 47, in Nederland kwam het album niet verder dan plaats 57. Ook kwam het album voor in de toplijsten van Ierland, Nieuw-Zeeland, Wallonië, Denemarken, Zwitserland, Australië, Duitsland en Oostenrijk.

## Tracklist
| Track | Titel                               | Duur |
| ----- | ----------------------------------- | ---- |
| 1     | Whistle                             | 3:45 |
| 2     | Wild Ones (ft. Sia)                 | 3:54 |
| 3     | Let It Roll                         | 3:14 |
| 4     | Good Feeling                        | 4:08 |
| 5     | In My Mind, Part 2 (ft. Georgi Kay) | 4:30 |
| 6     | Sweet Spot (ft. Jennifer Lopez)     | 3:48 |
| 7     | Thinking of You                     | 3:40 |
| 8     | I Cry                               | 3:43 |
| 9     | Bonus track – Run (ft. Redfoo)*     | 3:53 |

* Run bevat elementen van Run to You door Bryan Adams, en elementen van Party Rock Anthem and Sexy and I Know It door LMFAO.

## Singles van het album
| Single met eventuele hitnotering(en) in de Nederlandse Top 40 | Datum van verschijnen | Datum van binnenkomst | Hoogste positie | Aantal weken | Opmerkingen                           |
| ------------------------------------------------------------- | --------------------- | --------------------- | --------------- | ------------ | ------------------------------------- |
| Good Feeling                                                  | 29-08-2011            | 29-10-2011            | -               | -            | Nr. 70 in de Single Top 100           |
| Wild Ones                                                     | 19-12-2011            | 14-01-2012            | 7               | 21           | met Sia / Nr. 15 in de Single Top 100 |
| Whistle                                                       | 24-04-2012            | 26-05-2012            | 3               | 18           | Nr. 15 in de Single Top 100           |
| I Cry                                                         | 13-10-2012            | 03-11-2012            | 34              | 4            | Nr. 40 in de Single Top 100           |

| Single met hitnotering(en) in de Vlaamse Ultratop 50 | Datum van verschijnen | Datum van binnenkomst | Hoogste positie | Aantal weken | Opmerkingen |
| ---------------------------------------------------- | --------------------- | --------------------- | --------------- | ------------ | ----------- |
| Good Feeling                                         | 29-08-2011            | 05-11-2011            | 10              | 16           |             |
| Wild Ones                                            | 19-12-2011            | 03-03-2012            | 8               | 15           | met Sia     |
| Whistle                                              | 24-04-2012            | 02-06-2012            | 2               | 18           |             |
| I Cry                                                | 13-10-2012            | 22-09-2012            | 8               | 3            |             |

## Hitnoteringen

### NederlandseAlbum Top 100
| Hitnotering: (Week 1 t/m 2) 30-06-2012 t/m 07-07-2012 Hitnotering: (Week 3 t/m 4) 21-07-2012 t/m 28-07-2012 | Hitnotering: (Week 1 t/m 2) 30-06-2012 t/m 07-07-2012 Hitnotering: (Week 3 t/m 4) 21-07-2012 t/m 28-07-2012 | Hitnotering: (Week 1 t/m 2) 30-06-2012 t/m 07-07-2012 Hitnotering: (Week 3 t/m 4) 21-07-2012 t/m 28-07-2012 | Hitnotering: (Week 1 t/m 2) 30-06-2012 t/m 07-07-2012 Hitnotering: (Week 3 t/m 4) 21-07-2012 t/m 28-07-2012 | Hitnotering: (Week 1 t/m 2) 30-06-2012 t/m 07-07-2012 Hitnotering: (Week 3 t/m 4) 21-07-2012 t/m 28-07-2012 | Hitnotering: (Week 1 t/m 2) 30-06-2012 t/m 07-07-2012 Hitnotering: (Week 3 t/m 4) 21-07-2012 t/m 28-07-2012 | Hitnotering: (Week 1 t/m 2) 30-06-2012 t/m 07-07-2012 Hitnotering: (Week 3 t/m 4) 21-07-2012 t/m 28-07-2012 |
| Week: | 1 | 2 | | 3 | 4 | |
| --- | --- | --- | --- | --- | --- | --- |
| Positie: | 57 | 91 | uit | 73 | 100 | uit |

### VlaamseUltratop 100Albums
| Hitnotering: (Week 1 t/m 18) 30-06-2012 t/m 27-10-2012 Hitnotering: (Week 19) 10-11-2012 | Hitnotering: (Week 1 t/m 18) 30-06-2012 t/m 27-10-2012 Hitnotering: (Week 19) 10-11-2012 | Hitnotering: (Week 1 t/m 18) 30-06-2012 t/m 27-10-2012 Hitnotering: (Week 19) 10-11-2012 | Hitnotering: (Week 1 t/m 18) 30-06-2012 t/m 27-10-2012 Hitnotering: (Week 19) 10-11-2012 | Hitnotering: (Week 1 t/m 18) 30-06-2012 t/m 27-10-2012 Hitnotering: (Week 19) 10-11-2012 | Hitnotering: (Week 1 t/m 18) 30-06-2012 t/m 27-10-2012 Hitnotering: (Week 19) 10-11-2012 | Hitnotering: (Week 1 t/m 18) 30-06-2012 t/m 27-10-2012 Hitnotering: (Week 19) 10-11-2012 | Hitnotering: (Week 1 t/m 18) 30-06-2012 t/m 27-10-2012 Hitnotering: (Week 19) 10-11-2012 | Hitnotering: (Week 1 t/m 18) 30-06-2012 t/m 27-10-2012 Hitnotering: (Week 19) 10-11-2012 | Hitnotering: (Week 1 t/m 18) 30-06-2012 t/m 27-10-2012 Hitnotering: (Week 19) 10-11-2012 | Hitnotering: (Week 1 t/m 18) 30-06-2012 t/m 27-10-2012 Hitnotering: (Week 19) 10-11-2012 | Hitnotering: (Week 1 t/m 18) 30-06-2012 t/m 27-10-2012 Hitnotering: (Week 19) 10-11-2012 | Hitnotering: (Week 1 t/m 18) 30-06-2012 t/m 27-10-2012 Hitnotering: (Week 19) 10-11-2012 | Hitnotering: (Week 1 t/m 18) 30-06-2012 t/m 27-10-2012 Hitnotering: (Week 19) 10-11-2012 | Hitnotering: (Week 1 t/m 18) 30-06-2012 t/m 27-10-2012 Hitnotering: (Week 19) 10-11-2012 | Hitnotering: (Week 1 t/m 18) 30-06-2012 t/m 27-10-2012 Hitnotering: (Week 19) 10-11-2012 | Hitnotering: (Week 1 t/m 18) 30-06-2012 t/m 27-10-2012 Hitnotering: (Week 19) 10-11-2012 | Hitnotering: (Week 1 t/m 18) 30-06-2012 t/m 27-10-2012 Hitnotering: (Week 19) 10-11-2012 | Hitnotering: (Week 1 t/m 18) 30-06-2012 t/m 27-10-2012 Hitnotering: (Week 19) 10-11-2012 | Hitnotering: (Week 1 t/m 18) 30-06-2012 t/m 27-10-2012 Hitnotering: (Week 19) 10-11-2012 | Hitnotering: (Week 1 t/m 18) 30-06-2012 t/m 27-10-2012 Hitnotering: (Week 19) 10-11-2012 | Hitnotering: (Week 1 t/m 18) 30-06-2012 t/m 27-10-2012 Hitnotering: (Week 19) 10-11-2012 | Hitnotering: (Week 1 t/m 18) 30-06-2012 t/m 27-10-2012 Hitnotering: (Week 19) 10-11-2012 |
| Week:                                                                                    | 1                                                                                        | 2                                                                                        | 3                                                                                        | 4                                                                                        | 5                                                                                        | 6                                                                                        | 7                                                                                        | 8                                                                                        | 9                                                                                        | 10                                                                                       | 11                                                                                       | 12                                                                                       | 13                                                                                       | 14                                                                                       | 15                                                                                       | 16                                                                                       | 17                                                                                       | 18                                                                                       |                                                                                          | 19                                                                                       |                                                                                          |                                                                                          |
| ---------------------------------------------------------------------------------------- | ---------------------------------------------------------------------------------------- | ---------------------------------------------------------------------------------------- | ---------------------------------------------------------------------------------------- | ---------------------------------------------------------------------------------------- | ---------------------------------------------------------------------------------------- | ---------------------------------------------------------------------------------------- | ---------------------------------------------------------------------------------------- | ---------------------------------------------------------------------------------------- | ---------------------------------------------------------------------------------------- | ---------------------------------------------------------------------------------------- | ---------------------------------------------------------------------------------------- | ---------------------------------------------------------------------------------------- | ---------------------------------------------------------------------------------------- | ---------------------------------------------------------------------------------------- | ---------------------------------------------------------------------------------------- | ---------------------------------------------------------------------------------------- | ---------------------------------------------------------------------------------------- | ---------------------------------------------------------------------------------------- | ---------------------------------------------------------------------------------------- | ---------------------------------------------------------------------------------------- | ---------------------------------------------------------------------------------------- | ---------------------------------------------------------------------------------------- |
| Positie:                                                                                 | 58                                                                                       | 47                                                                                       | 54                                                                                       | 59                                                                                       | 115                                                                                      | 69                                                                                       | 72                                                                                       | 145                                                                                      | 149                                                                                      | 120                                                                                      | 142                                                                                      | 117                                                                                      | 127                                                                                      | 183                                                                                      | 131                                                                                      | 143                                                                                      | 176                                                                                      | 165                                                                                      | uit                                                                                      | 144                                                                                      | uit                                                                                      |                                                                                          |